# Cavalli nell'arte

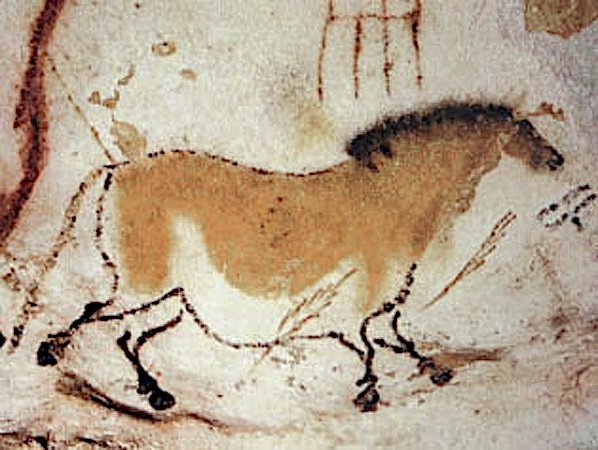
Lascaux, Cavallo, c. Pittura rupestre dell'età della pietra

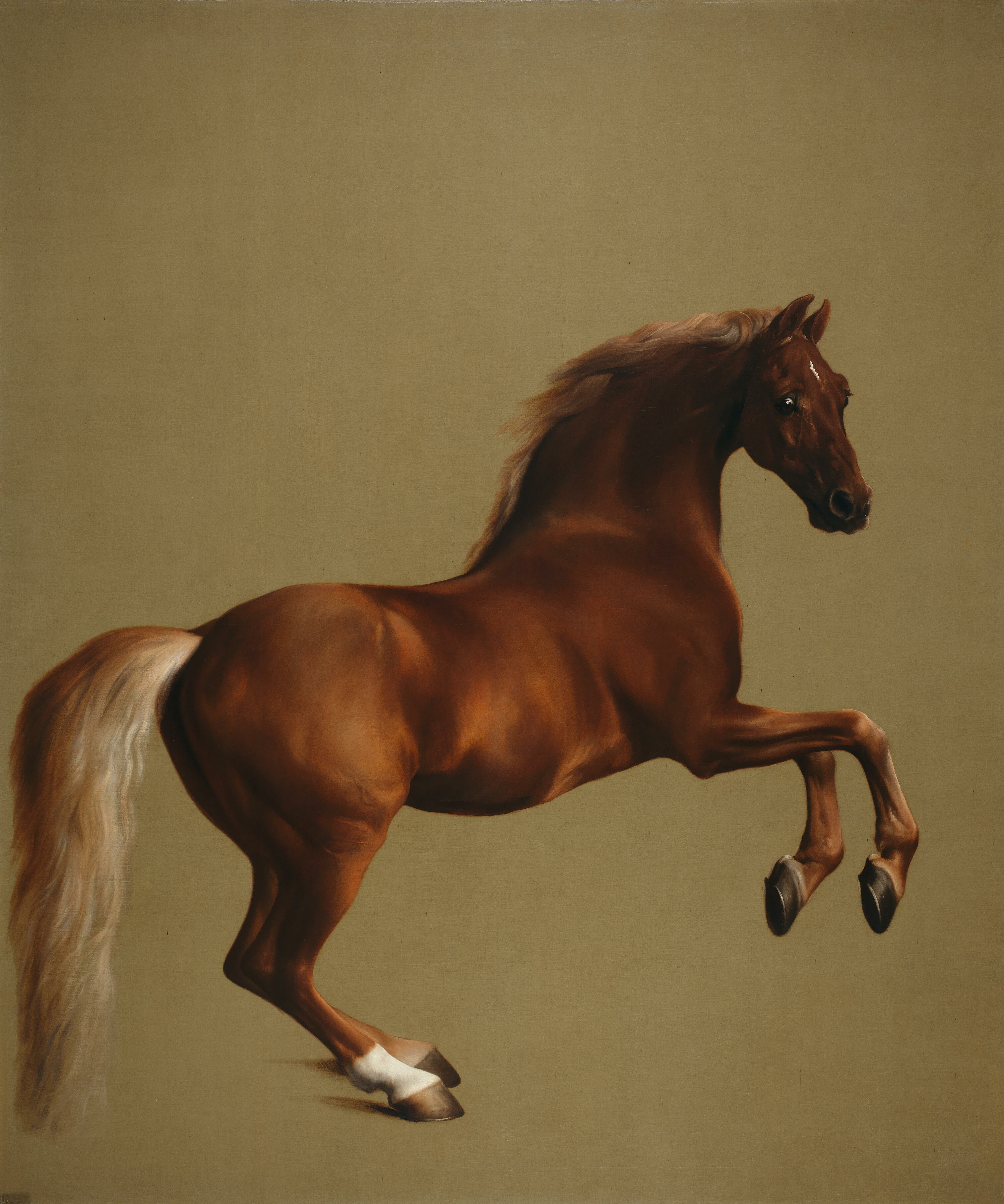
George Stubbs, Whistlejacket, c. 1762, National Gallery, Londra.

I cavalli sono apparsi in opere d'arte lungo tutto il corso della storia, spesso come raffigurazioni di cavalli in battaglia. Appaiono meno spesso nell'arte moderna in gran parte perché il cavallo non è più significativo, né come mezzo di trasporto, né come strumento di guerra. Le rappresentazioni più moderne sono quelle di famosi cavalli contemporanei, opere d'arte associate alle corse di cavalli o agli storici cowboy o alla tradizione dei nativi americani del far west americano. Nel Regno Unito continuano a essere rappresentate scene di caccia alla volpe e nostalgiche scene rurali che coinvolgono cavalli.
I cavalli appaiono spesso nelle opere d'arte singolarmente, come cavalcatura per una persona importante o in squadre, agganciati a una varietà di veicoli trainati da cavalli.

## Storia

### Preistoria

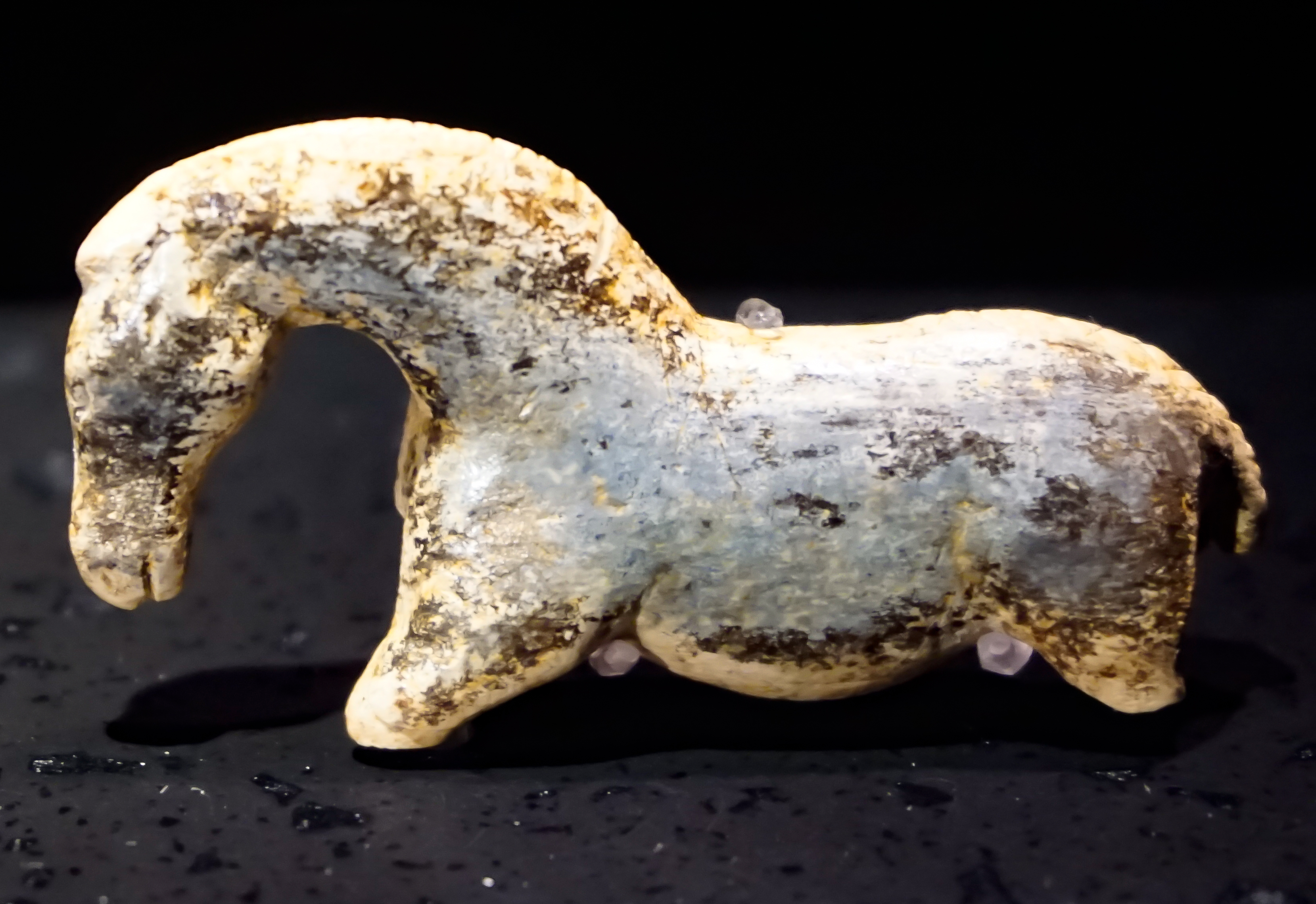
Cavallo selvaggio (ca. 30.000 – 29.000 anni fa)

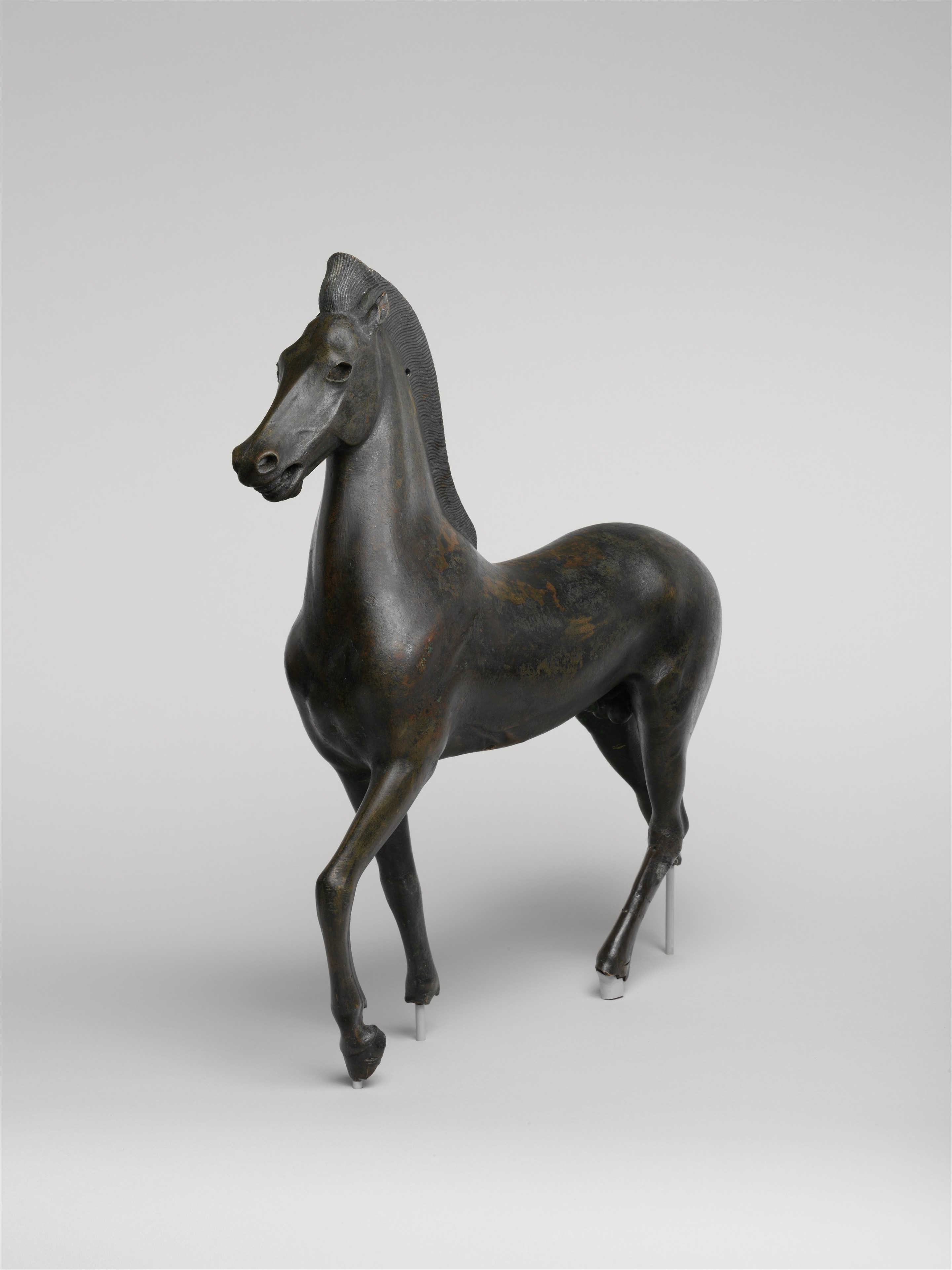
Statuetta in bronzo di un cavallo, fine II - I secolo a.C. Metropolitan Museum of Art

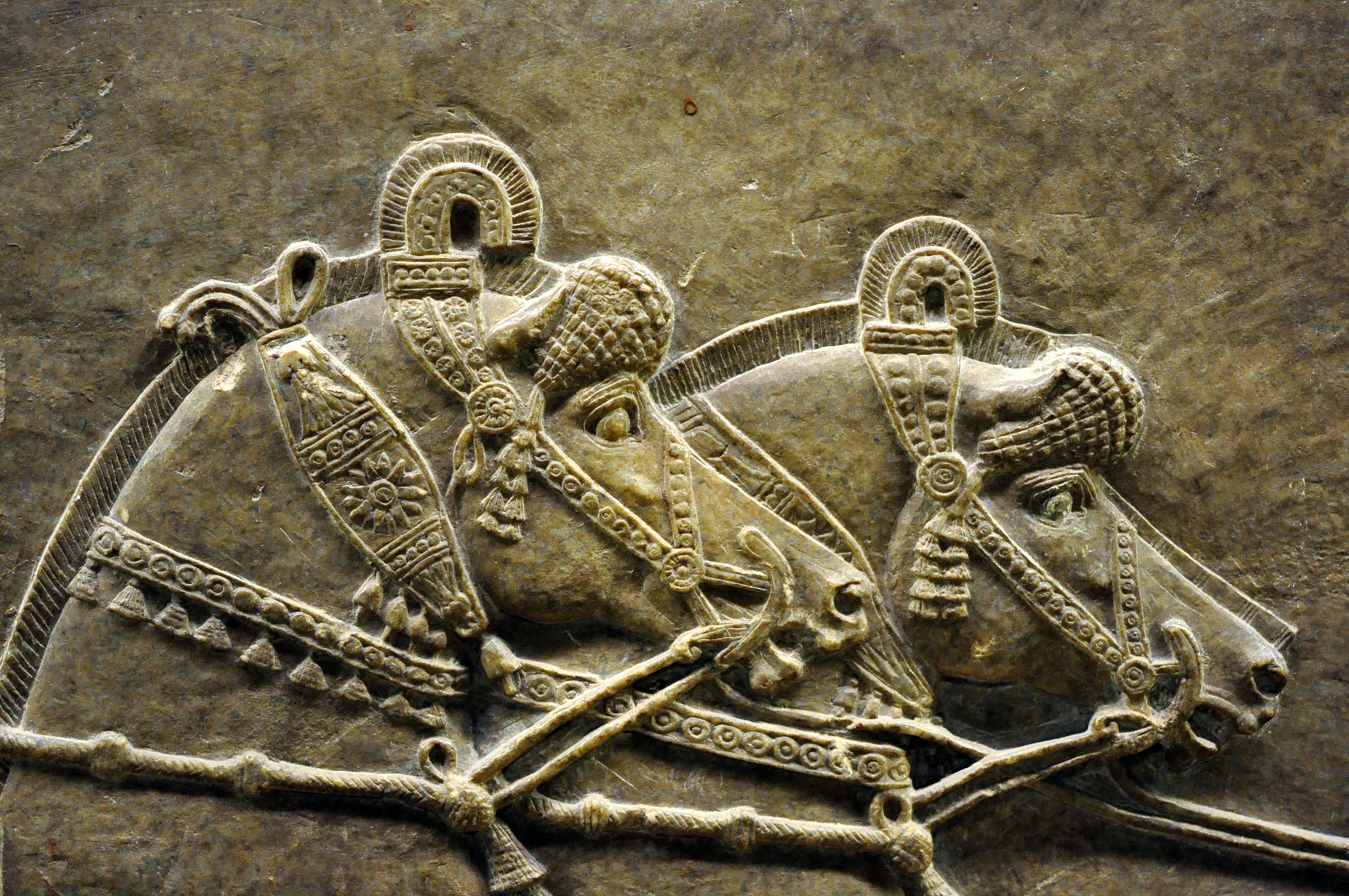
Cavalli assiri, caccia al leone su rilievi assurbanipali di Ninive, VII secolo a.C.

Il cavallo è apparso in pitture rupestri preistoriche come quelle di Lascaux, che si stima abbiano circa 17.000 anni.
Forme di colline preistoriche sono state lavorate a forma di cavallo, in particolare il Cavallo Bianco di Uffington, un esempio della tradizione delle sculture di cavalli sui fianchi delle colline, che esistevano da migliaia di anni e continuano ancora nell'era attuale.
Tra le statuette di Vogelherd del Paleolitico superiore, scoperte in Germania, sculture in miniatura fatte di avorio di mammut, attribuite a paleo-umani della cultura aurignaziana che sono tra le opere d'arte figurativa più antiche del mondo, c'è la figura di un cavallo.

### Mondo antico
L'immagine equina era comune nell'antica arte egizia e greca. Immagini più raffinate che mostravano una maggiore conoscenza dell'anatomia equina apparvero nella Grecia classica e in opere romane successive. I carri trainati da cavalli erano comunemente raffigurati nelle opere antiche, ad esempio sullo Stendardo di Ur intorno al 2.500 a.C.
I Greci ed i Romani inventarono la statua equestre. Il miglior esempio sopravvissuto è la statua equestre di Marco Aurelio a Roma. I cavalli di San Marco sono l'unico esempio sopravvissuto dell'antichità classica di una monumentale statua della Quadriga.
Il cavallo era meno diffuso nell'arte paleocristiana e bizantina, sopraffatto dal dominio di temi religiosi.

### Rinascimento e dopo
Il periodo del Rinascimento a partire dal XIV secolo portò ad una rinascita del cavallo nell'arte. Tra i pittori di questo periodo che raffigurarono il cavallo figurano Paolo Uccello, Benozzo Gozzoli, Leonardo da Vinci, Albrecht Dürer, Raffaello, Andrea Mantegna, Giulio Romano e Tiziano. Nel 1482 il Duca di Milano Ludovico il Moro, commissionò a Leonardo da Vinci la creazione della più grande statua equestre del mondo, un monumento al padre del duca Francesco, tuttavia il Cavallo di Leonardo non fu mai completato, (fino a quando non fu replicato alla fine del XX secolo).
Nell'età barocca si affermò la tradizione della ritrattistica equina, con artisti come Peter Paul Rubens, Anthony van Dyck e Diego Velázquez che ritraevano soggetti regali in cima alle loro cavalcature. Sempre in quest'epoca si affermò l'arte sportiva equina, quando sotto il patrocinio dei Tudor emerse la tradizione delle corse dei cavalli.

### XVIII e XIX secolo

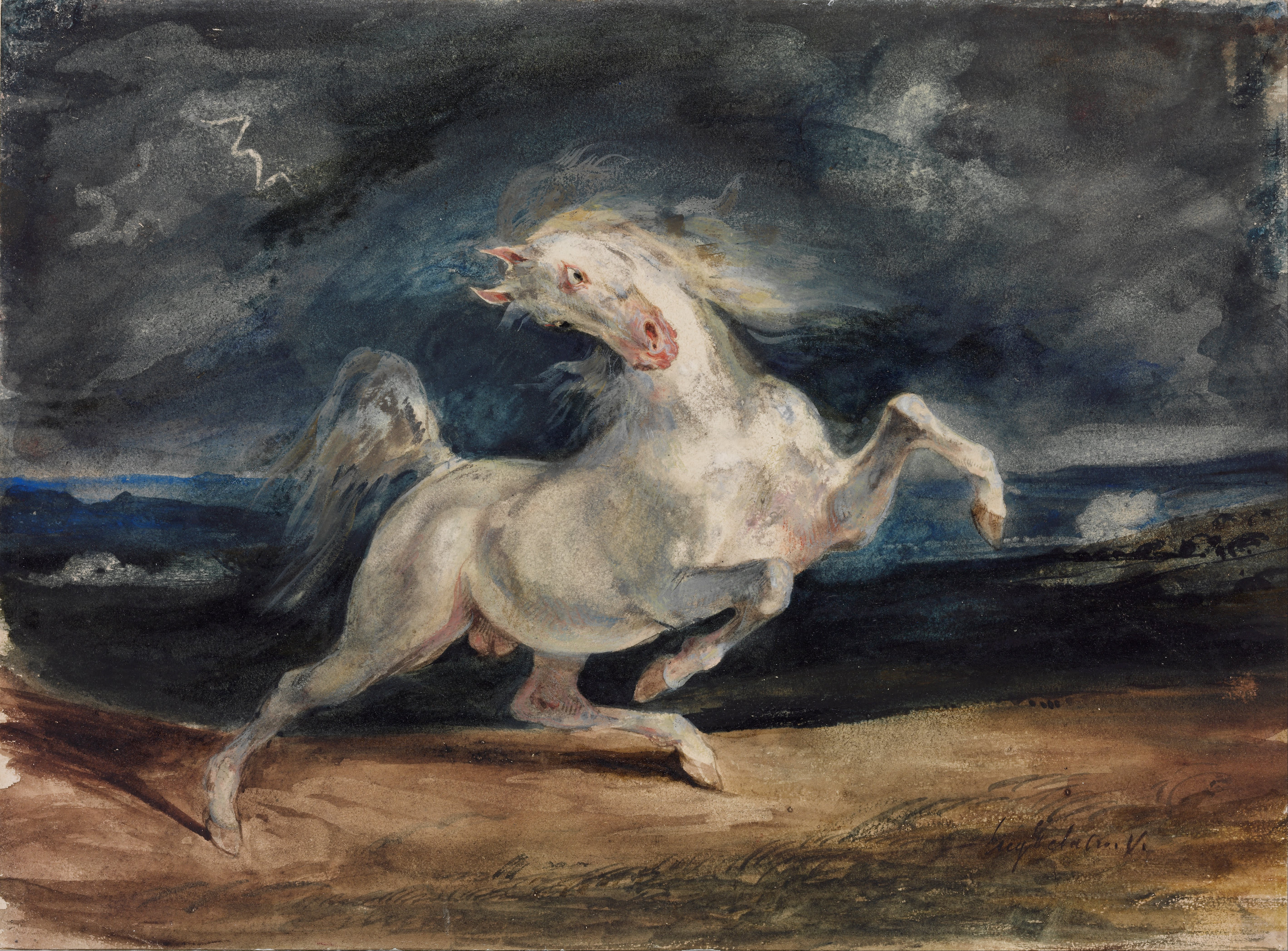
Eugène Delacroix, Cavallo spaventato dai fulmini, 1825-1829, acquerello, bianco di piombo su carta, 23,6 x 32 cm, Museo delle Belle Arti, Budapest

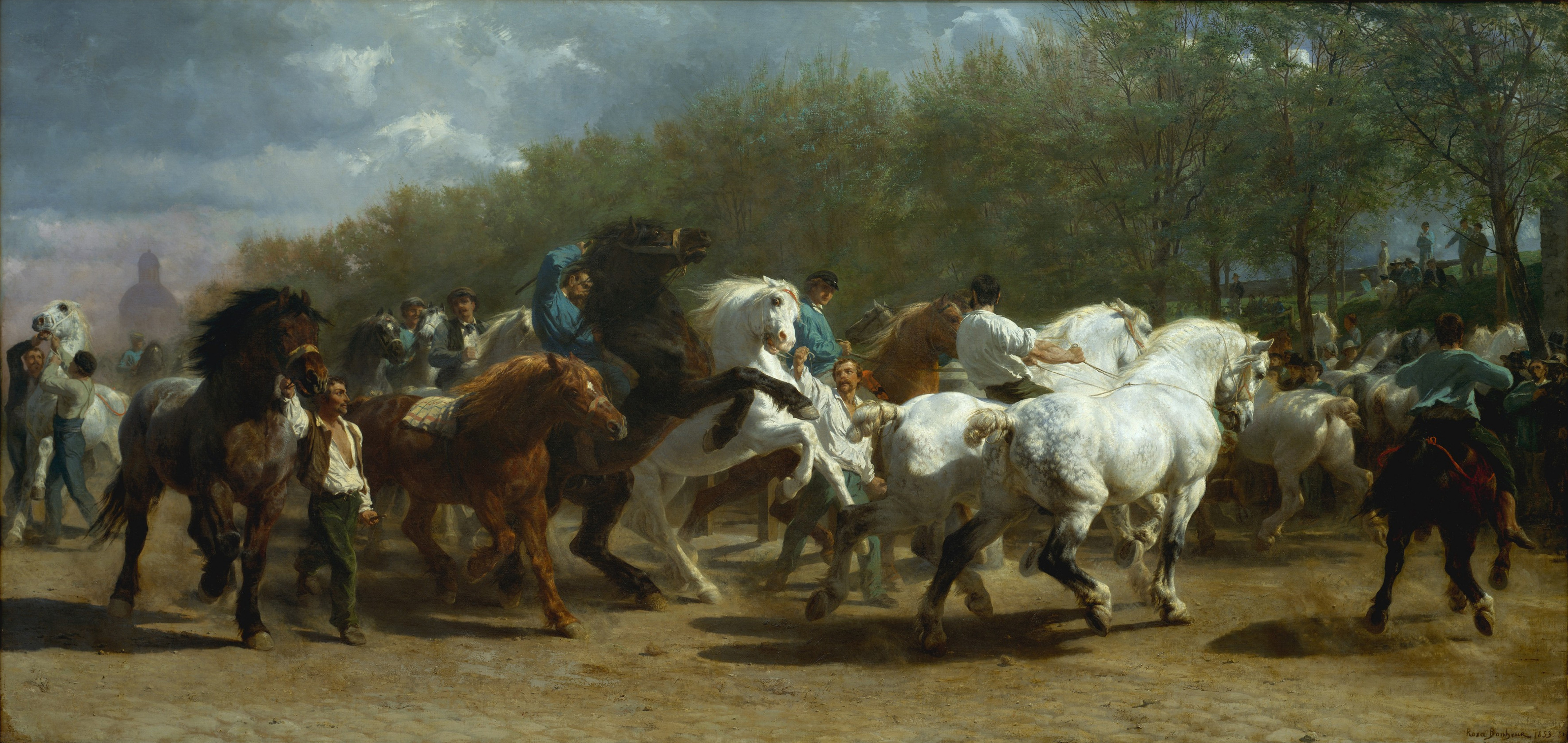
Rosa Bonheur, La fiera dei cavalli, 1853–1855, Metropolitan Museum of Art

George Stubbs, nato nel 1724 era così legato ai suoi soggetti equestri da diventare noto come "il pittore dei cavalli". Applicò al cavallo un suo interesse infantile per l'anatomia al punto da trascorrere diciotto mesi a sezionare carcasse equine ed un incisore produsse un libro di lastre sui suoi studi. Questi disegni anatomici aiutarono gli artisti successivi.
La metà del XVIII secolo vide la nascita del Romanticismo, gli artisti francesi Théodore Géricault ed Eugène Delacroix furono i sostenitori di questo movimento ed entrambi raffigurarono il cavallo in molte delle loro opere.
L'arte sportiva equina era popolare nel diciannovesimo secolo, artisti molto noti di quel periodo erano Benjamin Marshall, James Ward, Henry Thomas Alken, James Pollard, John Frederick Herring Sr. e Heywood Hardy. Le corse dei cavalli si affermarono gradualmente sempre di più in Francia e il pittore impressionista Edgar Degas dipinse molte scene delle prime corse. Degas è stato uno dei primi pittori di cavalli a utilizzare riferimenti fotografici. Gli studi fotografici di Eadweard Muybridge sul movimento degli animali ebbero un'enorme influenza sull'arte equina poiché permisero agli artisti una maggiore comprensione delle andature dei cavalli.
Rosa Bonheur divenne famosa principalmente per due opere principali: Arare nel Nivernais (in francese: Le labourage nivernais, le sombrage) e La fiera del cavallo (in francese: Le marché aux chevaux) (che fu esposto al Salon del 1853 (termine nel 1855) ed è ora al Metropolitan Museum of Art di New York. La Bonheur è largamente considerata la più famosa pittrice del XIX secolo.
Isidore Bonheur, il fratello minore di Rosa Bonheur, è conosciuto come uno dei più illustri scultori animalier francesi del XIX secolo. Ha modellato le sue sculture per catturare il movimento o la postura caratteristica della specie particolare. Isidore Bonheur raggiunse con successo questo obiettivo con le sue sculture di cavalli, di solito raffigurate come rilassate piuttosto che animate e che sono tra le sue opere più famose.

### XX e XXI secolo
Sir Alfred Munnings fu un acclamato pittore che lavorò in Inghilterra nel corso del XX secolo; fu eletto presidente della Royal Academy nel 1944. Si specializzò in soggetti equini, tra i cui corse di cavalli, ritrattistica e studi di zingari e vita rurale.

## Generi tematici

### Militare e guerra

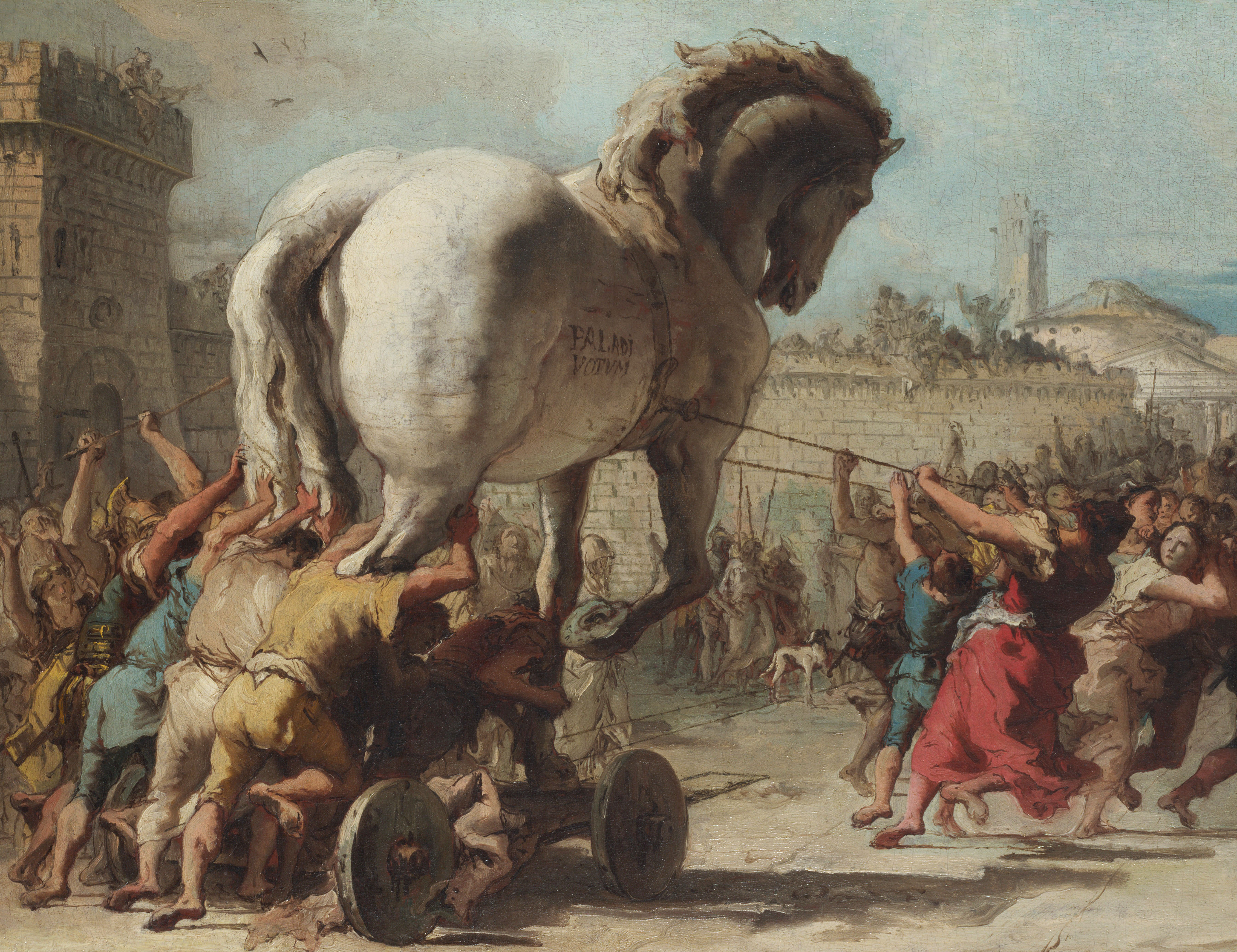
Giovanni Domenico Tiepolo, dettaglio da La processione del cavallo di Troia a Troia, (1773), ispirato all'Eneide di Virgilio

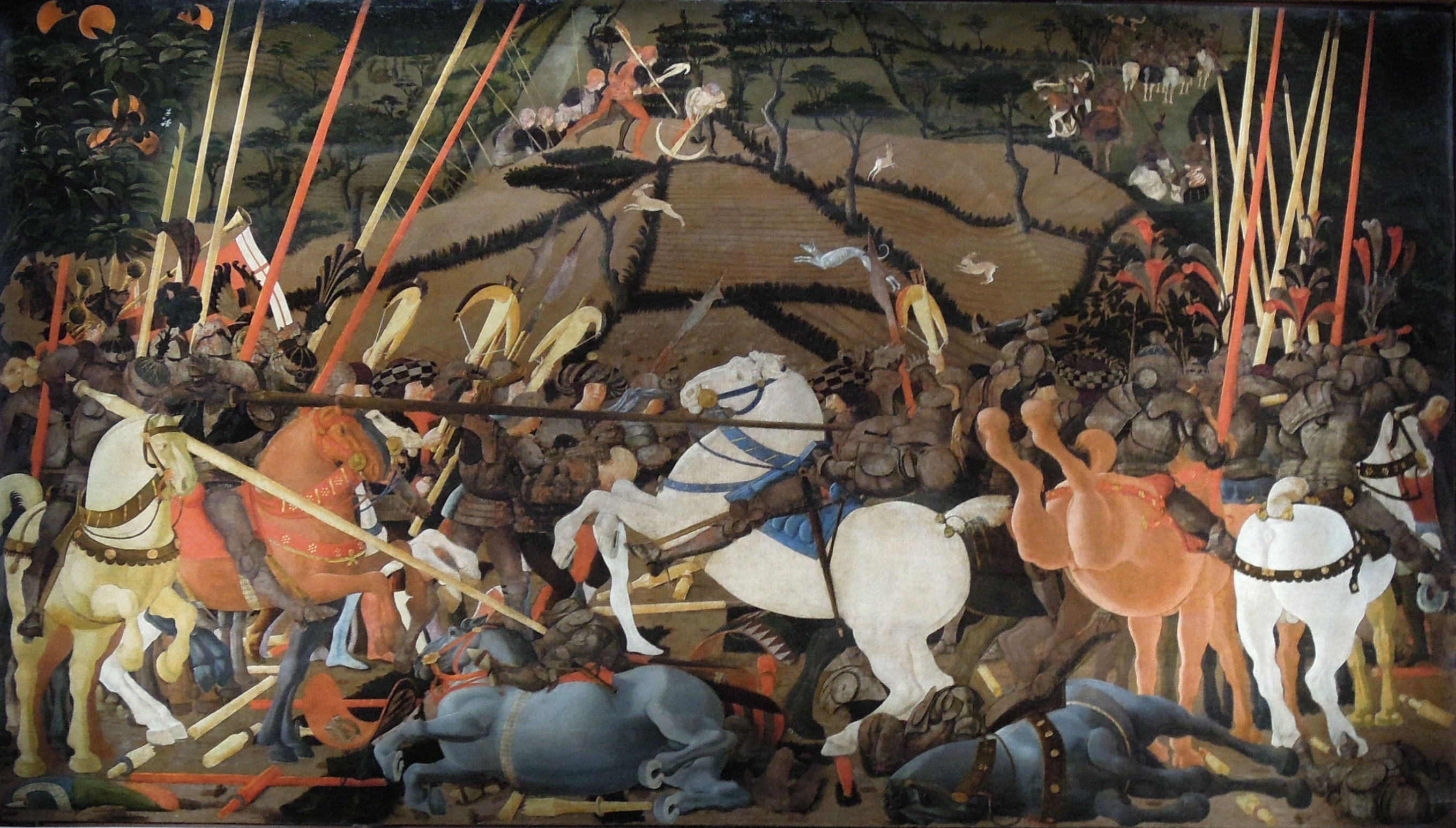
Paolo Uccello, Battaglia di San Romano, c. 1438–1440. Tempera all'uovo con olio di noci e olio di lino su pioppo. 181,6 x 320 cm. Galleria degli Uffizi.

L'Arte di guerra raffigura spesso il cavallo in battaglia e fornisce alcuni dei primi esempi del cavallo nell'arte, con cavalleria, carri trainati da cavalli e arcieri che appaiono tutti su antichi manufatti.
Nel periodo medievale battaglie di cavalleria e cavalieri a cavallo furono rappresentate da grandi artisti come Paolo Uccello e Albrecht Dürer. La Battaglia di San Romano, il trittico di Uccello, mostra varie fasi di una battaglia. L'incisione di Dürer, Il Cavaliere, la Morte e il Diavolo (1513), mostra un soggetto militare combinato con un tema allegorico.
Sir Alfred Munnings fu nominato artista di guerra durante la prima guerra mondiale, dipinse sia la Canadian Cavalry Brigade che il Canadian Forestry Corps di stanza in Francia. Considerava le sue esperienze con le unità canadesi tra gli eventi più gratificanti della sua vita.
Elizabeth Thompson, conosciuta come Lady Butler, era famosa per la sua arte militare, in particolare Scotland Forever con una drammatica carica dei Royal Scots Grays.

### Corse di cavalli

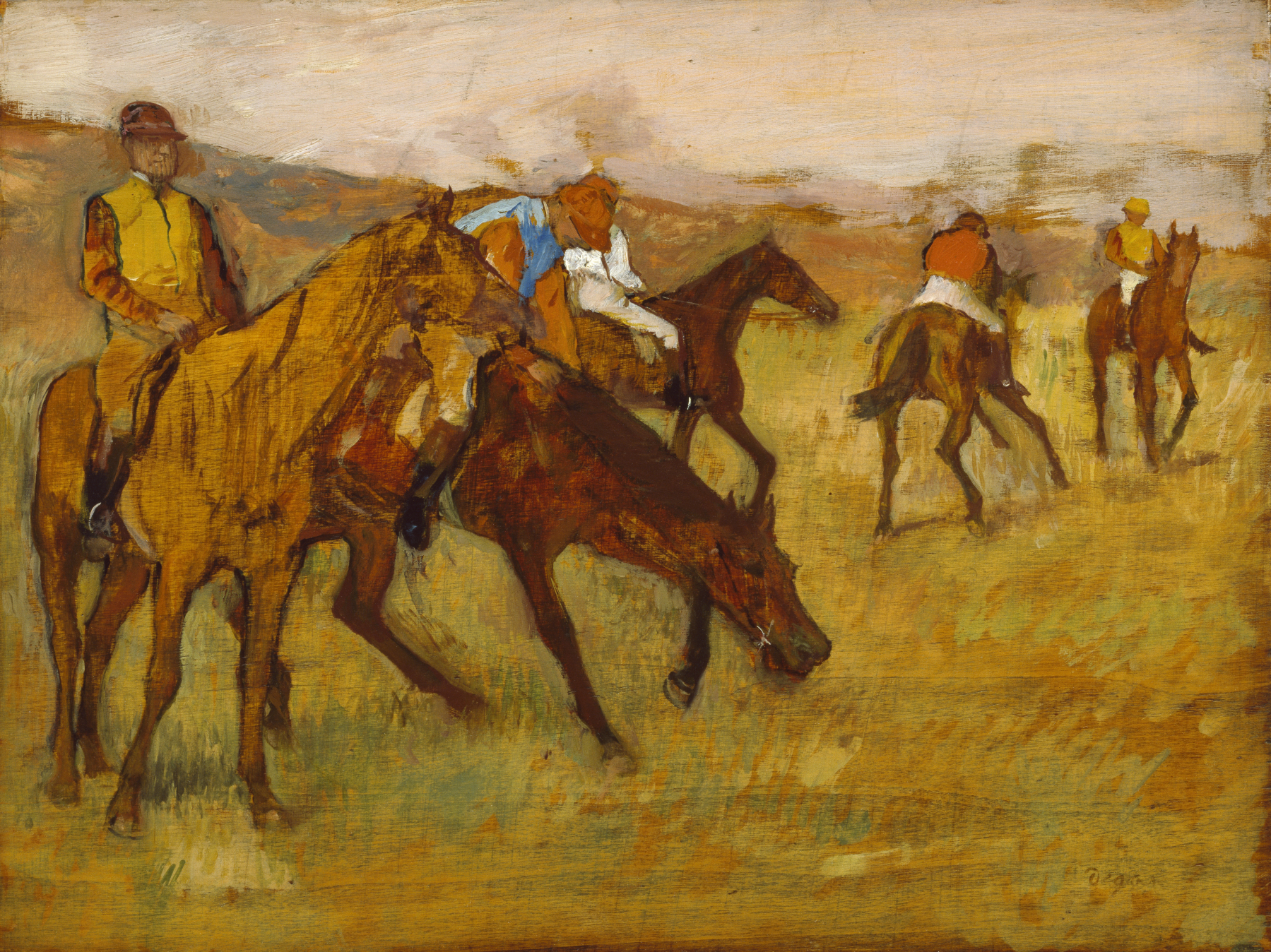
Edgar Degas, Prima della gara, 1882-1884, olio su tavola, Walters Art Museum, Baltimora

Eadweard Muybridge, una sequenza animata di un cavallo da corsa al galoppo, che usa le foto pubblicate nel 1887 (Animal Locomotion).

Le corse dei purosangue furono fonte d'ispirazione per artisti romantici e impressionisti del XIX secolo. Théodore Géricault dipinse The Derby nel 1821 durante il suo soggiorno in Inghilterra. L'era impressionista coincise con lo sviluppo delle corse in Francia, Manet, Degas e Toulouse-Lautrec acquistarono un fascino duraturo grazie alle corse. Manet mostra l'eccitazione e l'azione della gara e Degas si concentra maggiormente sui momenti prima della partenza. Degas era molto interessato alle fotografie di Muybridge del cavallo in movimento, le copiò con il gesso e la matita e le usò come riferimento nelle sue opere successive.
Generazioni di artisti prima che Muybridge avesse ritratto il cavallo in un galoppo a "cavallo a dondolo" con il cavallo ritratto con entrambe le zampe anteriori estese in avanti e entrambe le zampe posteriori estese all'indietro. Dopo l'evento della fotografia e il lavoro di Muybridge, furono possibili raffigurazioni molto più realistiche, ma ciò non portò necessariamente all'impressione del movimento nell'opera d'arte. Gli scritti di Luard nel 1921 confronta l'azione in esecuzione di un animale con l'andamento e il ritmo di un'aria nella musica, ma il momento istantaneo colto da una fotografia come un accordo distaccato con scarso significato o contesto.
George Stubbs e Alfred Munnings lasciarono entrambi un vasto corpus di lavori che riguardano il cavallo da corsa.
Nel XX secolo molte delle opere di John Skeaping riguardavano la scena delle corse, tra queste opere in bronzo a grandezza naturale di Hyperion e il Brigadiere Gerard e acquerelli di azione sul campo di gara.

### Il West americano

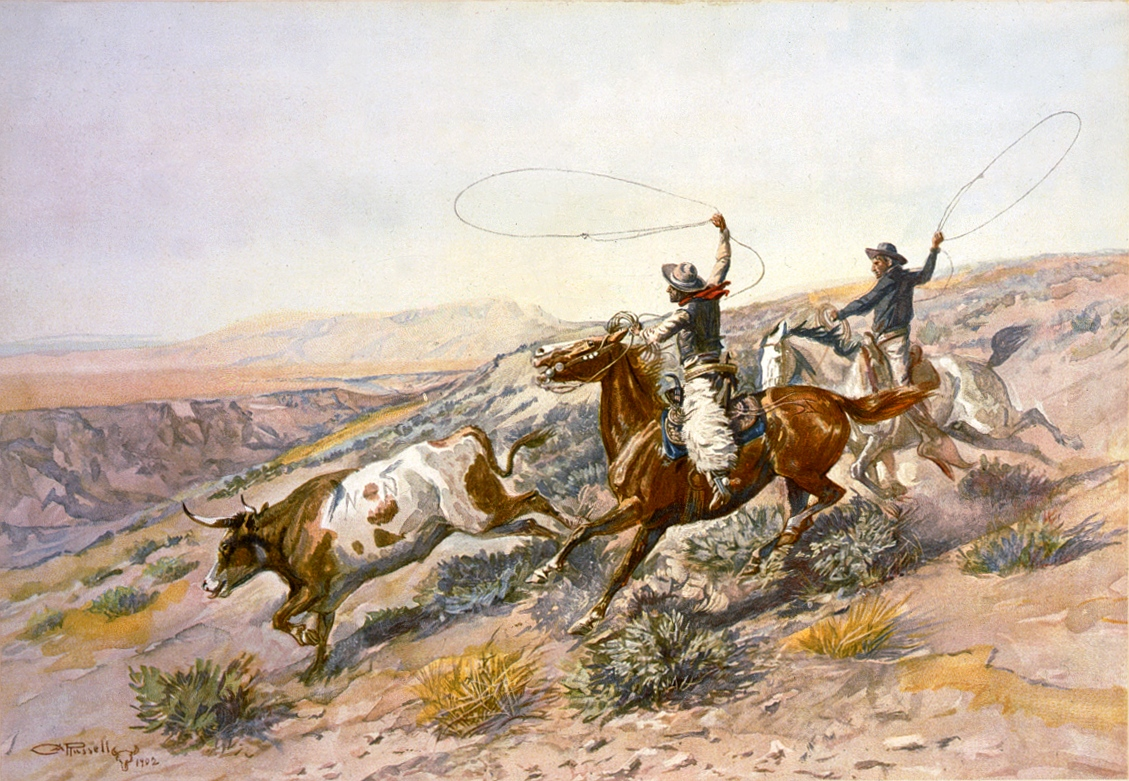
Charles Marion Russell, Cowboy, 1902

Le opere d'arte legate ai mitici cowboy o alla tradizione dei nativi americani del far west americano comprendono per forza di cose molti soggetti equini. Tra gli artisti più noti legati all'occidente americano figurano Frederic Remington e C.M. Russell, che sono noti per i loro dipinti di soggetti equini. Remington fu uno dei primi artisti americani a illustrare la vera andatura del cavallo in movimento (insieme a Thomas Eakins), come confermato dalle famose fotografie sequenziali di Eadweard Muybridge. Remington riuscì anche a catturare nelle sue opere l'essenza della drammaturgia equina nelle sue sculture in bronzo, la sua prima, Bronco Buster (Williams College Museum of Art), è stata un successo critico e commerciale.

### Arte moderna

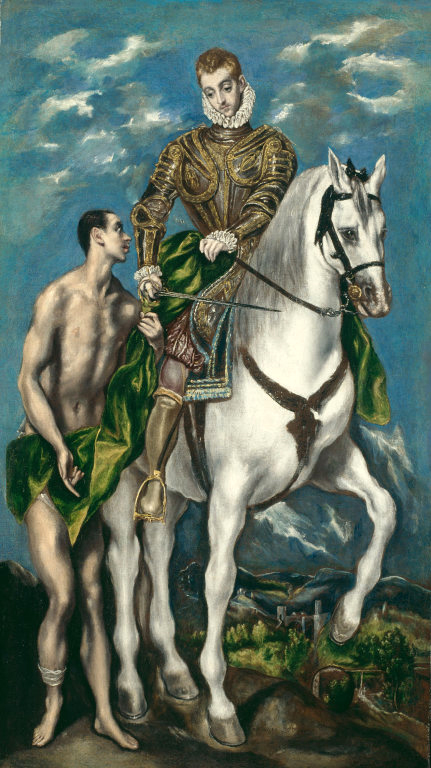
El Greco, San Martino e il mendicante, c. 1597–1600, Art Institute of Chicago

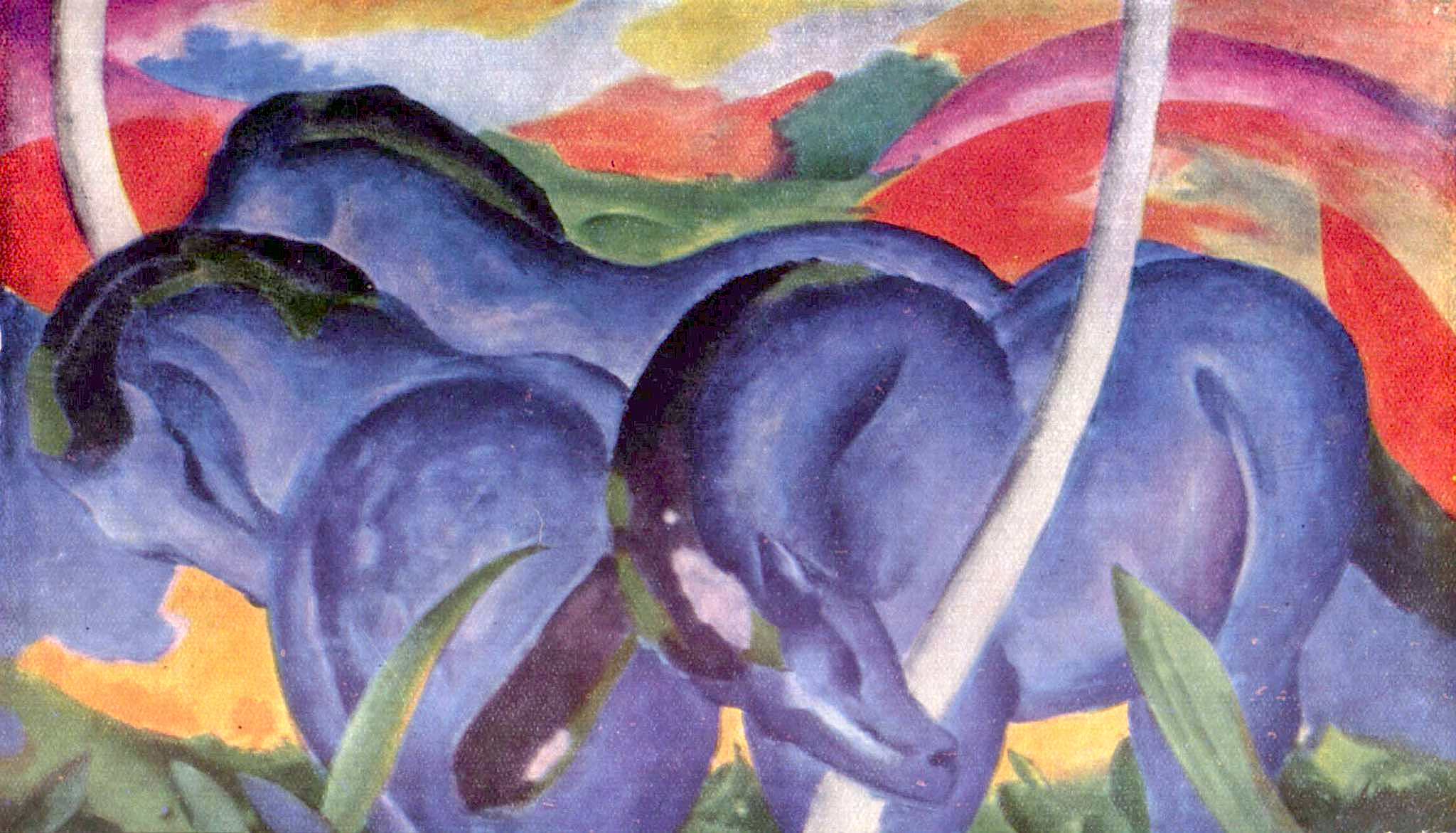
Franz Marc, I grandi cavalli blu, 1911, Walker Art Center

Ispirato da San Martino e il mendicante di El Greco c. 1597–1600, Art Institute of Chicago, Pablo Picasso introdusse i cavalli nelle sue opere nel 1905-06, in particolare Ragazzo che conduce un cavallo, Museum of Modern Art. Franz Marc ed altri, tra cui Susan Rothenberg e Deborah Butterfield, a partire dagli anni '70, usarono i cavalli come soggetti nei loro dipinti e sculture nel corso del XX secolo. Un grande e complesso dipinto di guerra del XX secolo, nel quale un cavallo è la figura drammatica centrale, è il famoso Guernica di Pablo Picasso. Nonostante il pittore impressionista Edgar Degas fosse particolarmente famoso per i suoi dipinti di ballerini, era anche noto per i suoi dipinti di cavalli e corse di cavalli.

### Caccia
Le scene di caccia sono state un soggetto comune dei pittori equestri. Tra gli specialisti in materia di caccia alla volpe figurano Cecil Aldin e Lionel Edwards.

### Vita rurale/lavorativa
Lucy Kemp-Welch era ben nota per la sua rappresentazione di cavalli selvaggi e cavalli al lavoro nel paesaggio. Anche Giovanni Fattori, esponente di spicco della corrente dei Macchiaioli, fa del cavallo il soggetto di molti suoi dipinti raffiguranti scene di vita rurale.

## Galleria d'immagini

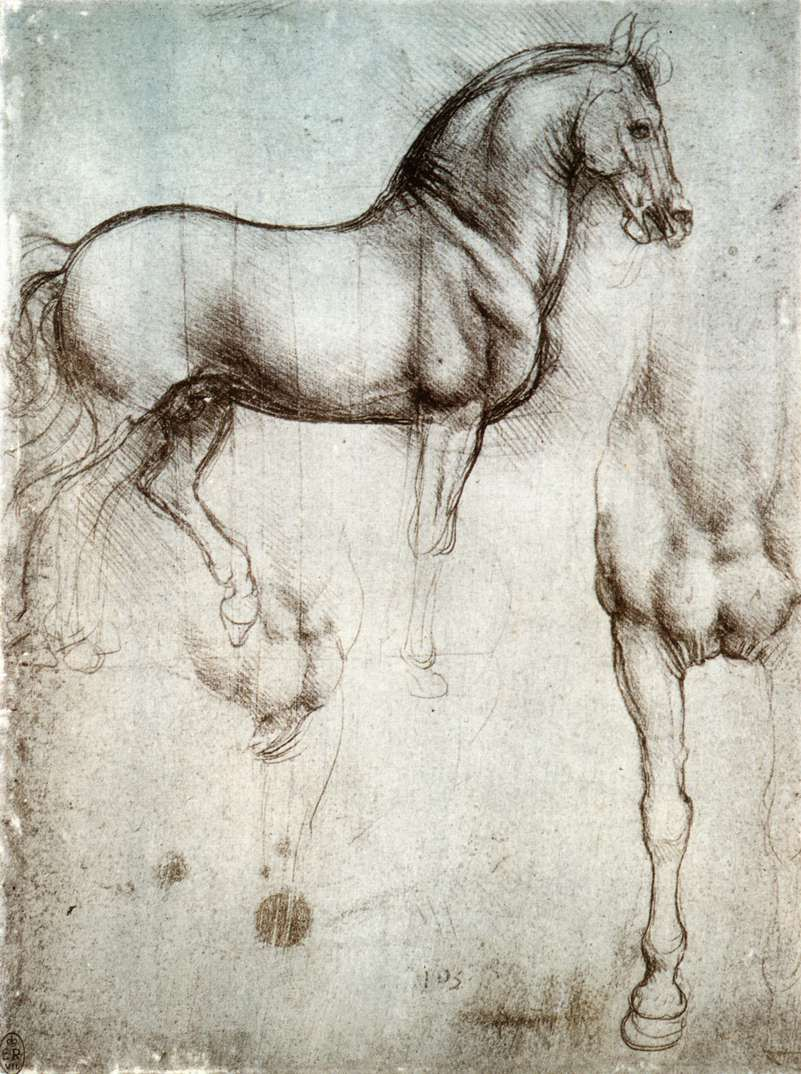
Studio di cavalli di Leonardo da Vinci, c. 1490, Monumenti
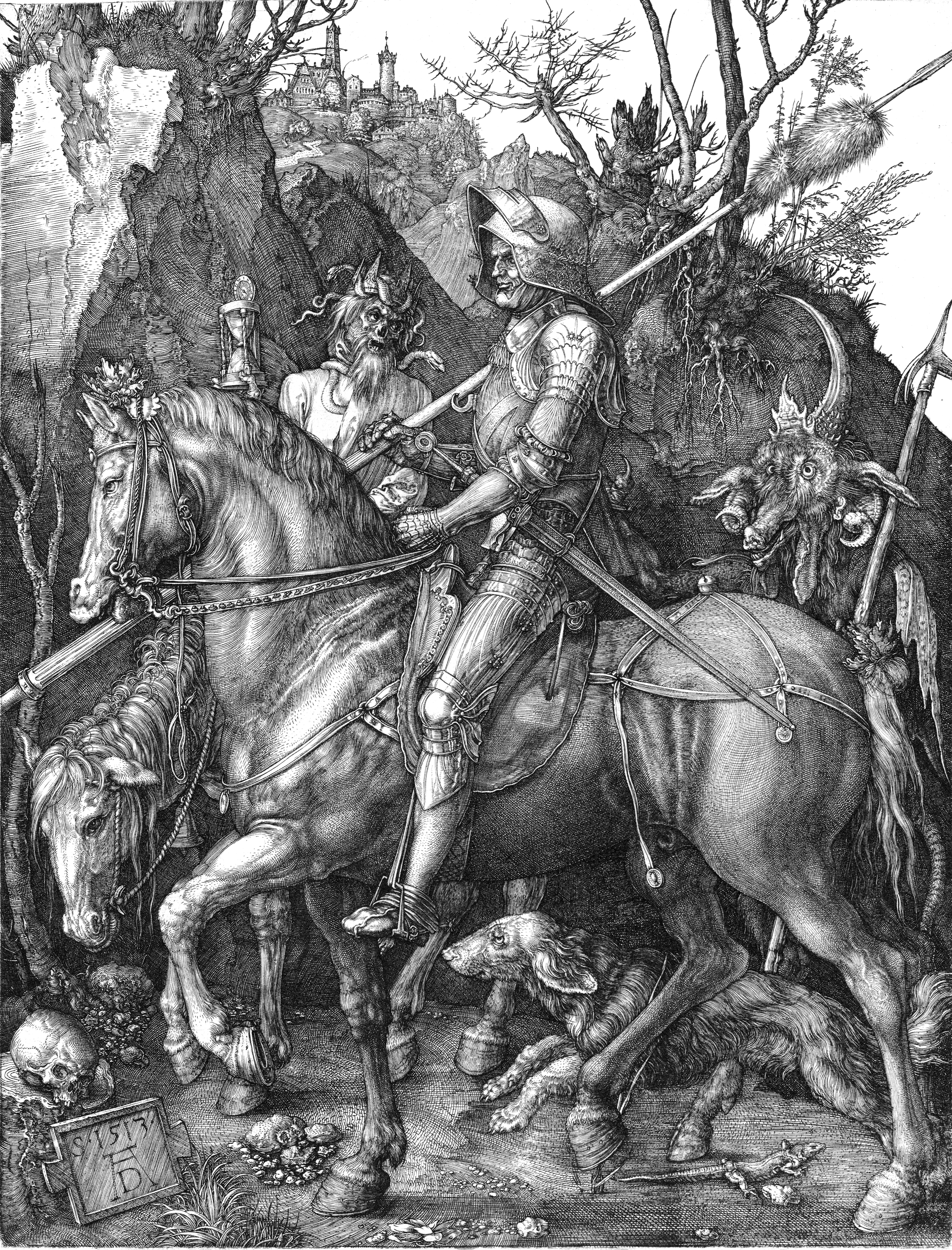
Albrecht Dürer, Il Cavaliere, la Morte e il Diavolo 1513 Militari e guerra
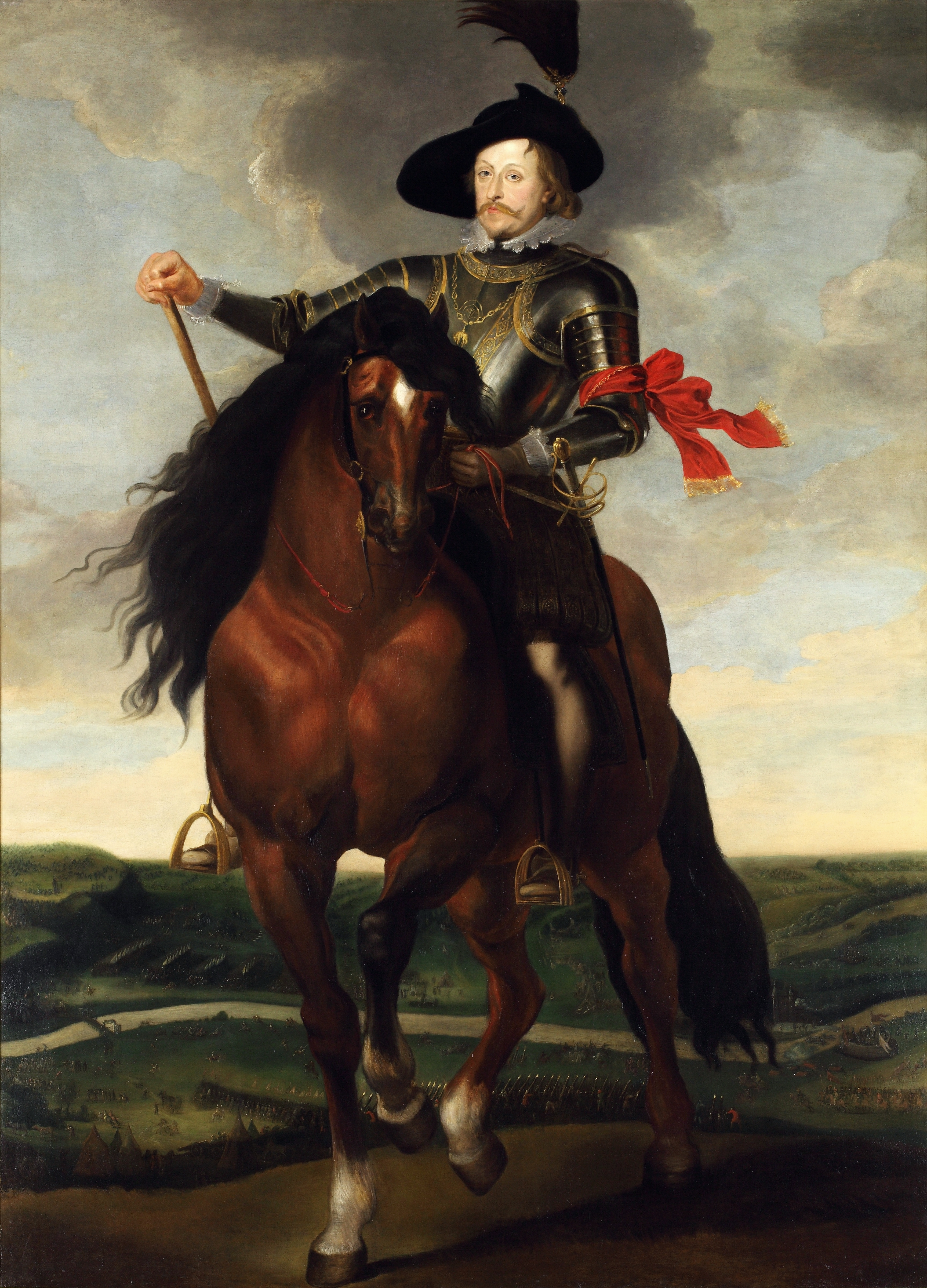
Peter Paul Rubens, Ritratto equestre del principe ereditario Władysław Vasa con la battaglia di Khotyn sullo sfondo, 1624, Stile barocco
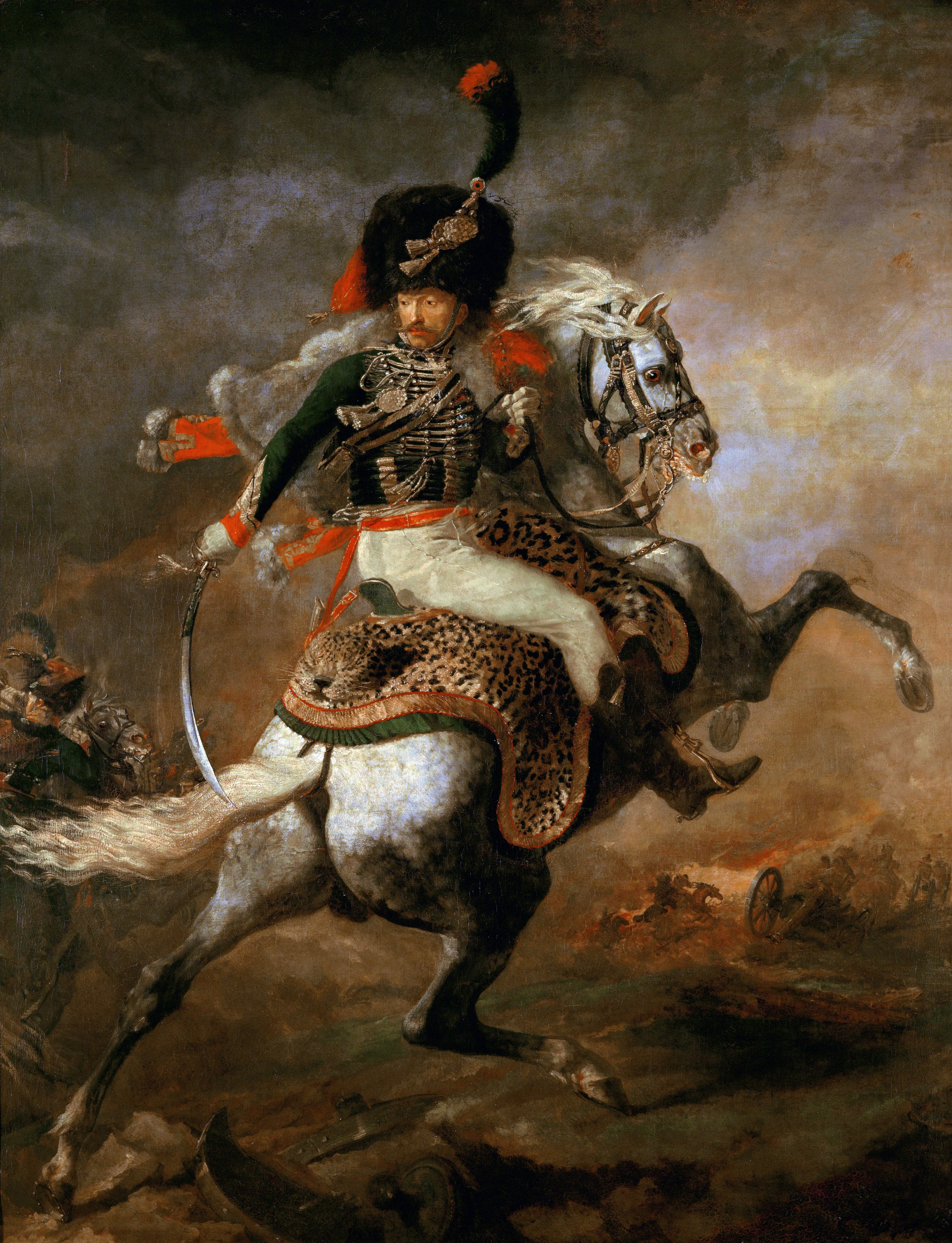
Théodore Géricault, Un ufficiale delle guardie imperiali a cavallo mentre carica, 1812 Militari e guerra
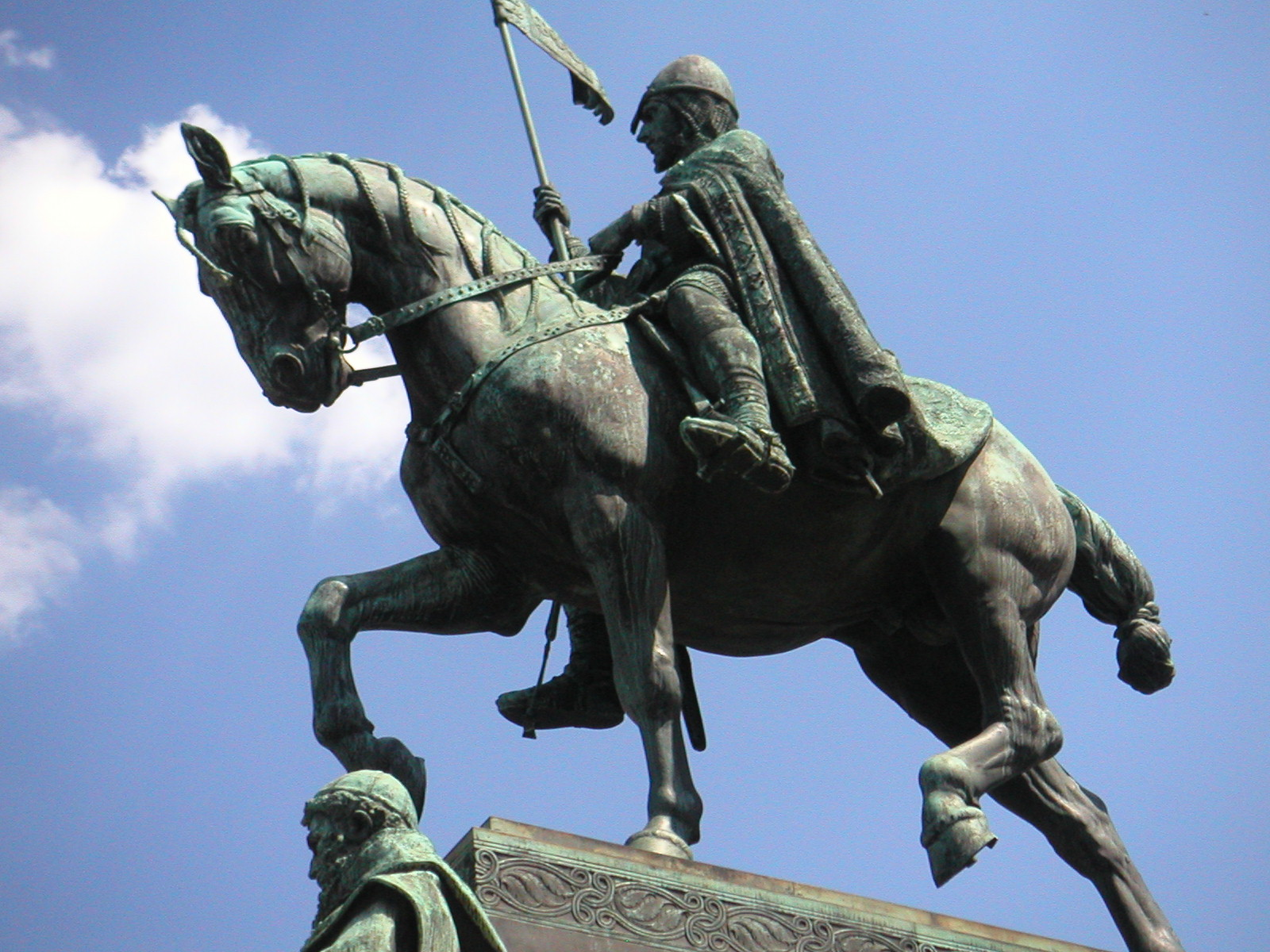
Josef Václav Myslbek, Statua di San Venceslao, 1887–1924, Piazza Venceslao, Praga Militari e guerra
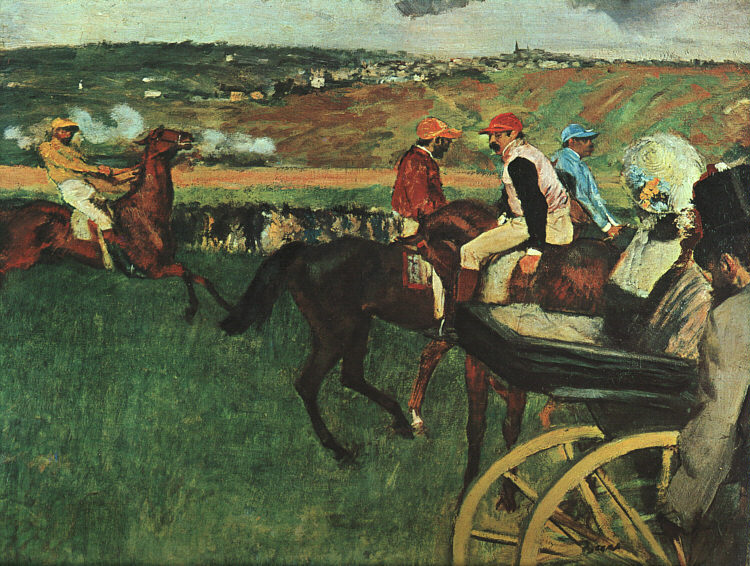
Edgar Degas, Alle corse, 1877–1880, Musée d'Orsay, Parigi Corse di cavalli
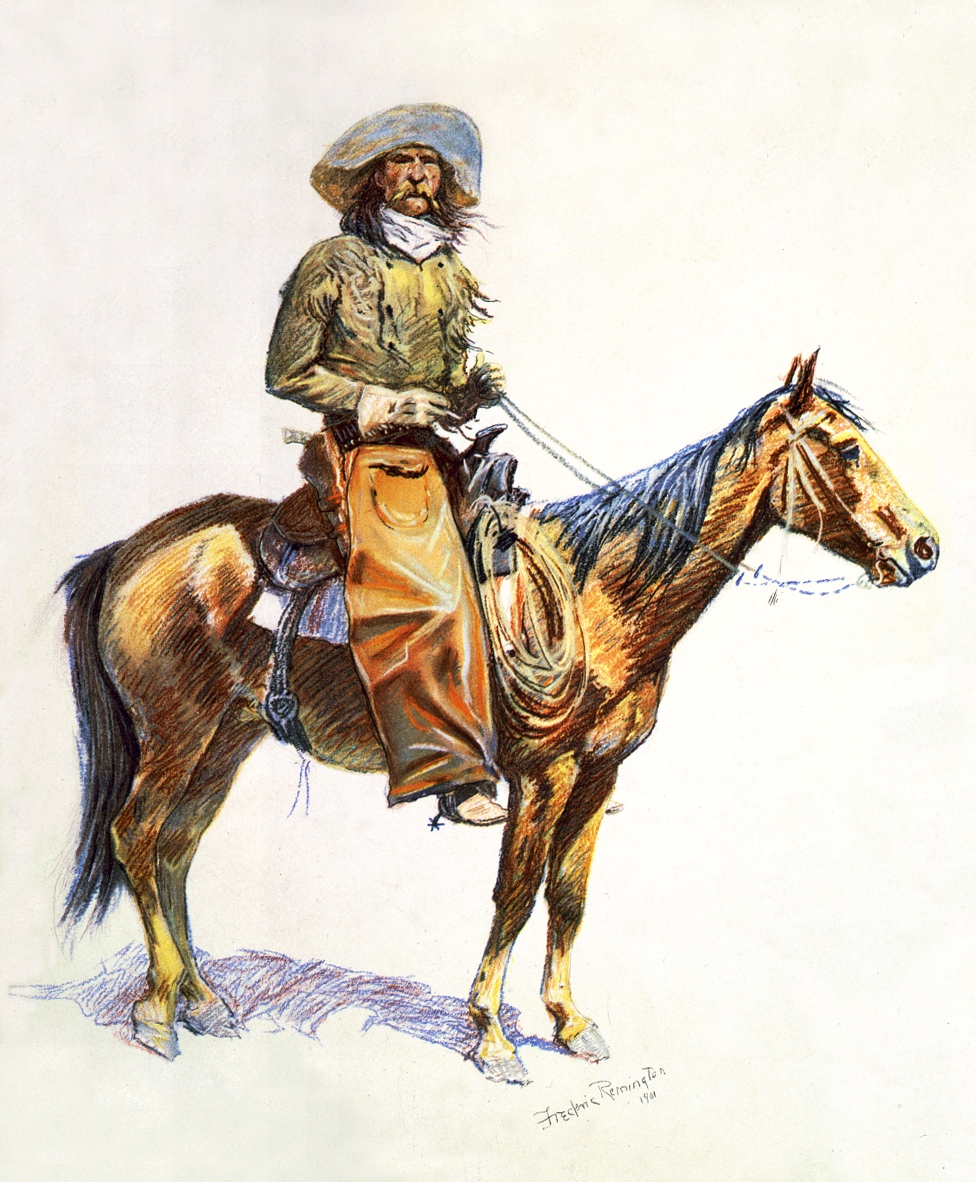
Frederic Remington, Cowboy dell'Arizona 1901, litografia Il West americano
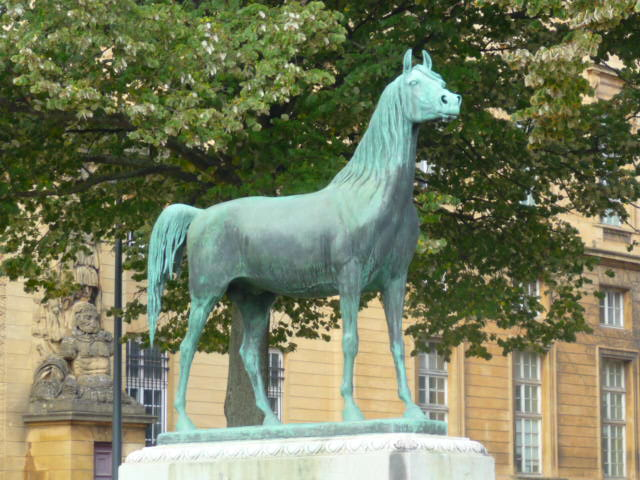
Christopher Fratin, Cavallo, c. 1850, bronzo, Metz, Francia Arte animale
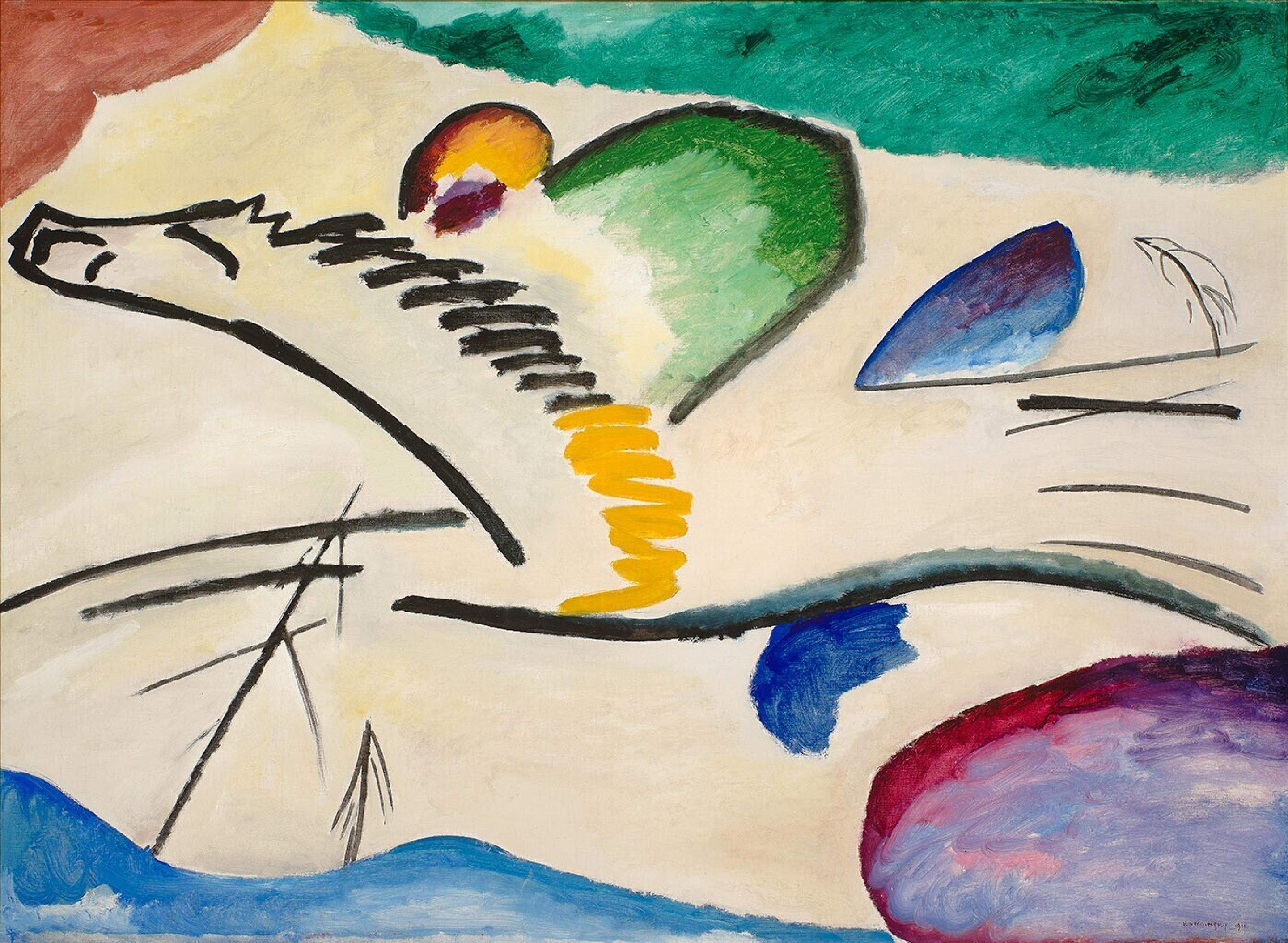
Vasilij Kandinskij, 1911, Reiter (Lyrishes), olio su tela, 94 x 130 cm, Museo Boijmans Van Beuningen, Rotterdam Espressionismo
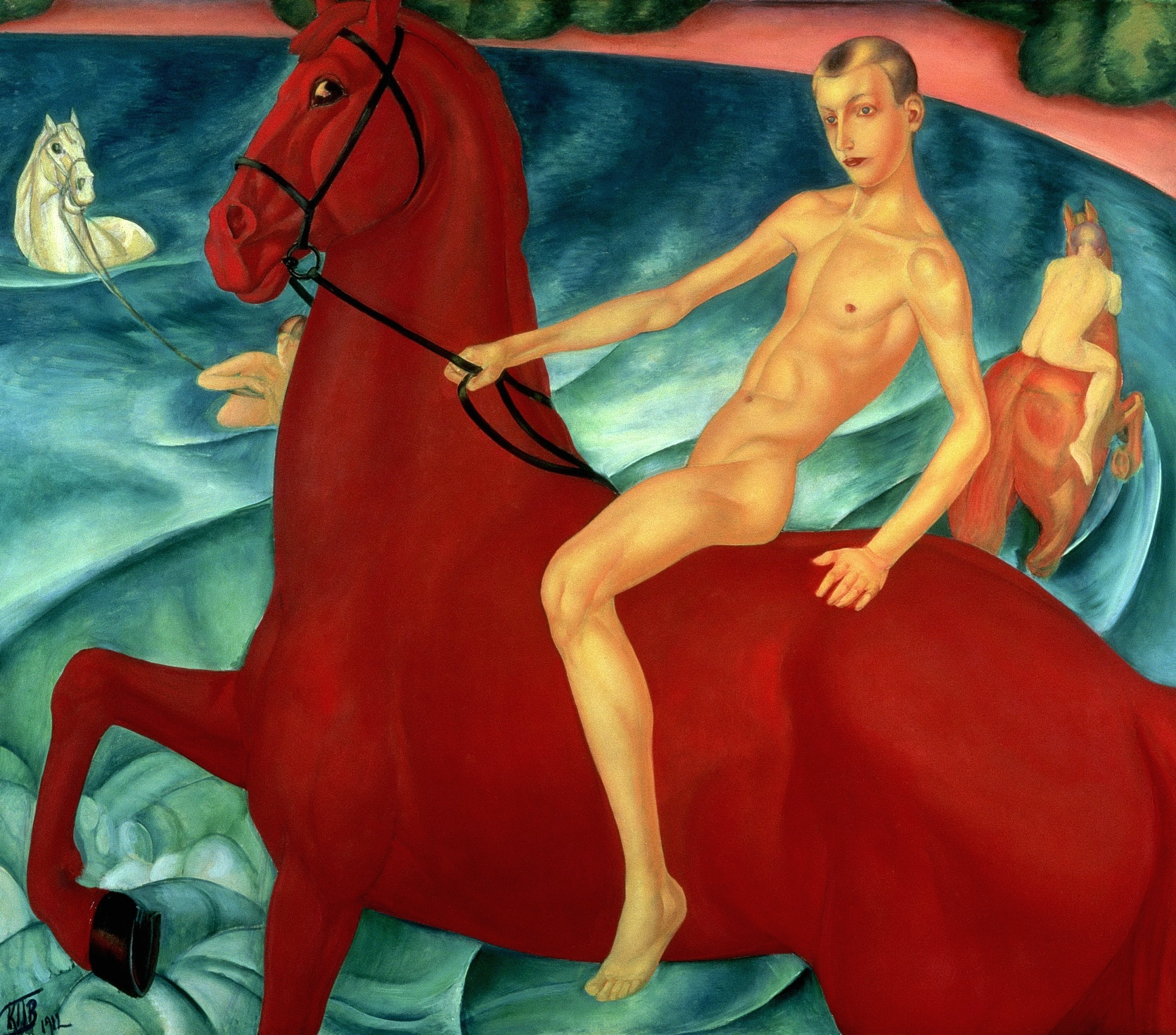
Kuz'ma Petrov-Vodkin, 1912, Balneazione di un cavallo rosso, olio su tela, 160 × 186 cm, Galleria Tret'jakov, Mosca Simbolismo
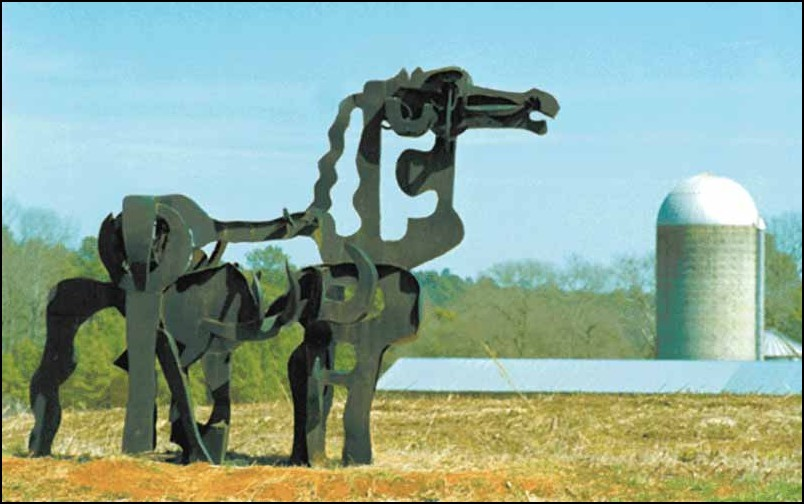
Abbott Pattison, 1954, Cavallo di ferro, ferro Arte astratta
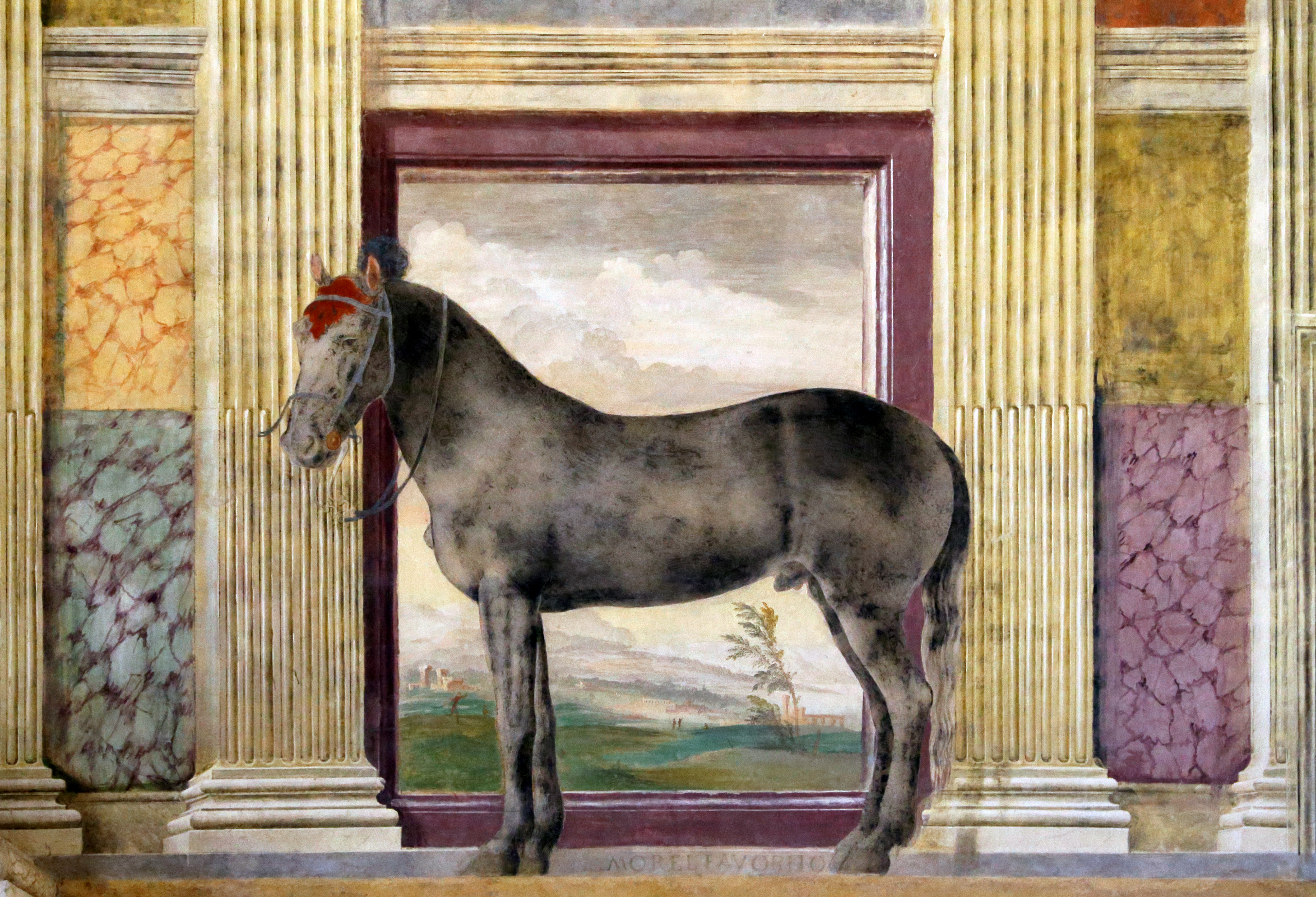
Palazzo Te, Sala dei cavalli, opera di Giulio Romano
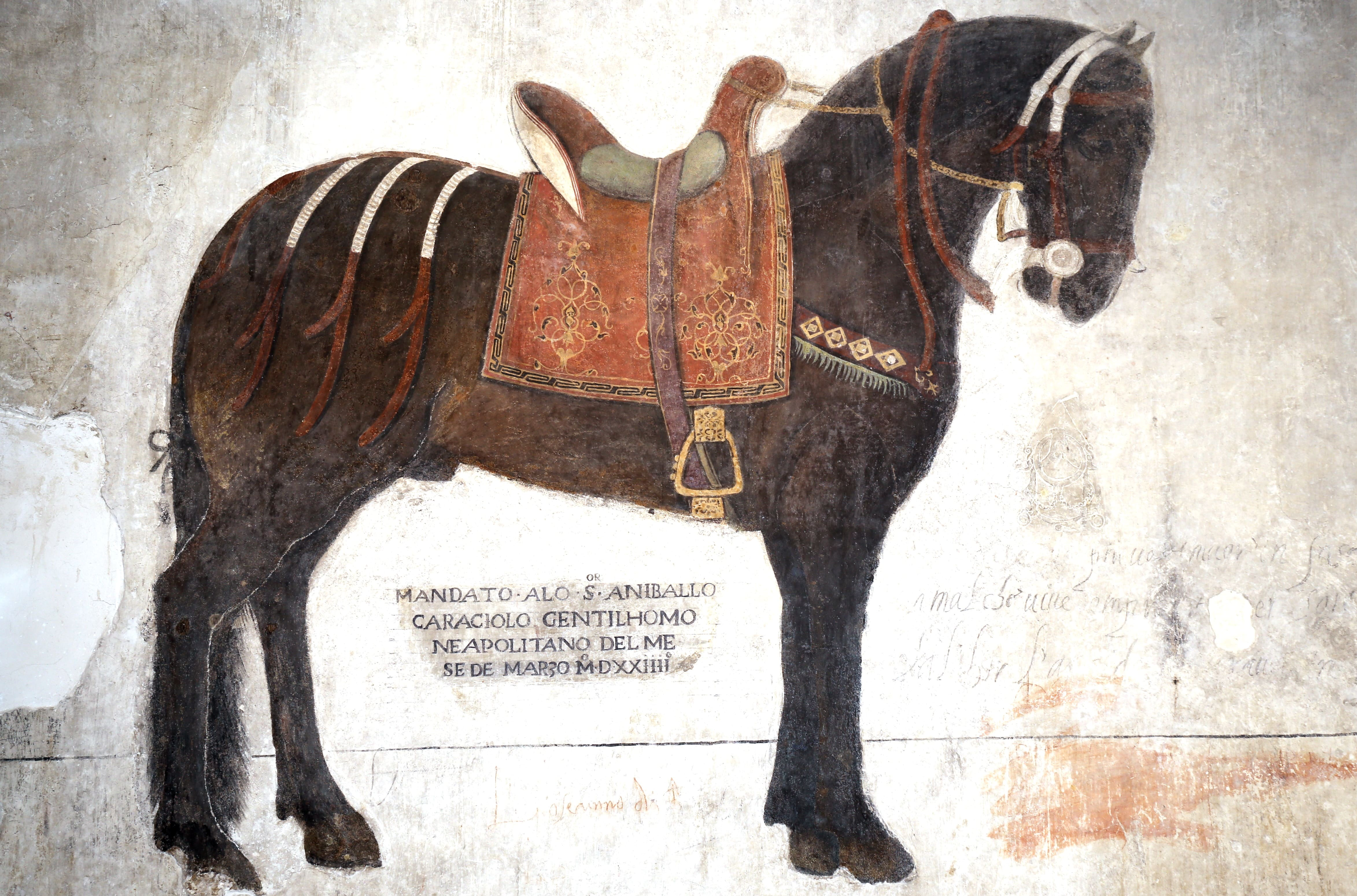
Castello Pandone (Venafro), Affresco di un cavallo, opera di anonimo